# Desenvolvimento econômico local
O desenvolvimento econômico local não é simplesmente o reflexo de um processo de desenvolvimento nacional em uma dada localidade. O que caracteriza o processo de desenvolvimento econômico local é o protagonismo dos atores locais, na formulação de estratégias, na tomada de decisões econômicas e na sua implementação.
Trata-se, portanto, de um processo de desenvolvimento econômico que se baseia na autonomia dos agentes locais que, muitas vezes, caminham em oposição ao pensamento dominante. Segundo o Instituto Pólis (2005), no Brasil "o tema Desenvolvimento Econômico Local ganha relevância nos últimos anos em decorrência tanto das muitas iniciativas locais focadas no tema quanto por causa da degradação da situação social e do abandono de uma agenda de desenvolvimento em outras órbitas que não a local. O local, nesta medida, torna-se uma espécie de última trincheira para o desenvolvimento, embora com poucos poderes e reduzida capacidade para contrapor-se às macropolíticas." 
Por vezes uma ação inteligente, por insignificante que possa parecer, pode contribuir enormemente para a redução da pobreza local. Uma dessas ações é a concessão de micro-créditos.
Criador do conceito, e pioneiro na sua implementação no mundo, o Grameen Bank de Bangladesh hoje já atende a mais de 6 milhões de pessoas, na sua maioria mulheres. Sua criação rendeu a seu idealizador, Muhammad Yunus, o Prêmio Nobel da Paz de 2006.
O analista político Augusto de Franco o define "uma nova estratégia de indução ao desenvolvimento, que prevê a adoção de uma metodologia participativa, pela qual mobilizam-se recursos da Sociedade Civil, em parceria com o Estado (com os três níveis de governo) e com o mercado, para a realização de diagnósticos da situação de cada localidade, a identificação de potencialidades, a escolha de vocações e a confecção de planos integrados de desenvolvimento. Trata-se de uma tecnologia social inovadora de investimento em capital humano e em capital social".